# Stolothrissa tanganicae
Stolothrissa tanganicae là một loài cá thuộc họ Clupeidae. Nó là đại diện duy nhất của chi Stolothrissa. Nó được tìm thấy ở Burundi, Cộng hòa Dân chủ Congo, Tanzania, và Zambia. Môi trường sống tự nhiên của chúng là hồ nước ngọt.